# Vanoxerina

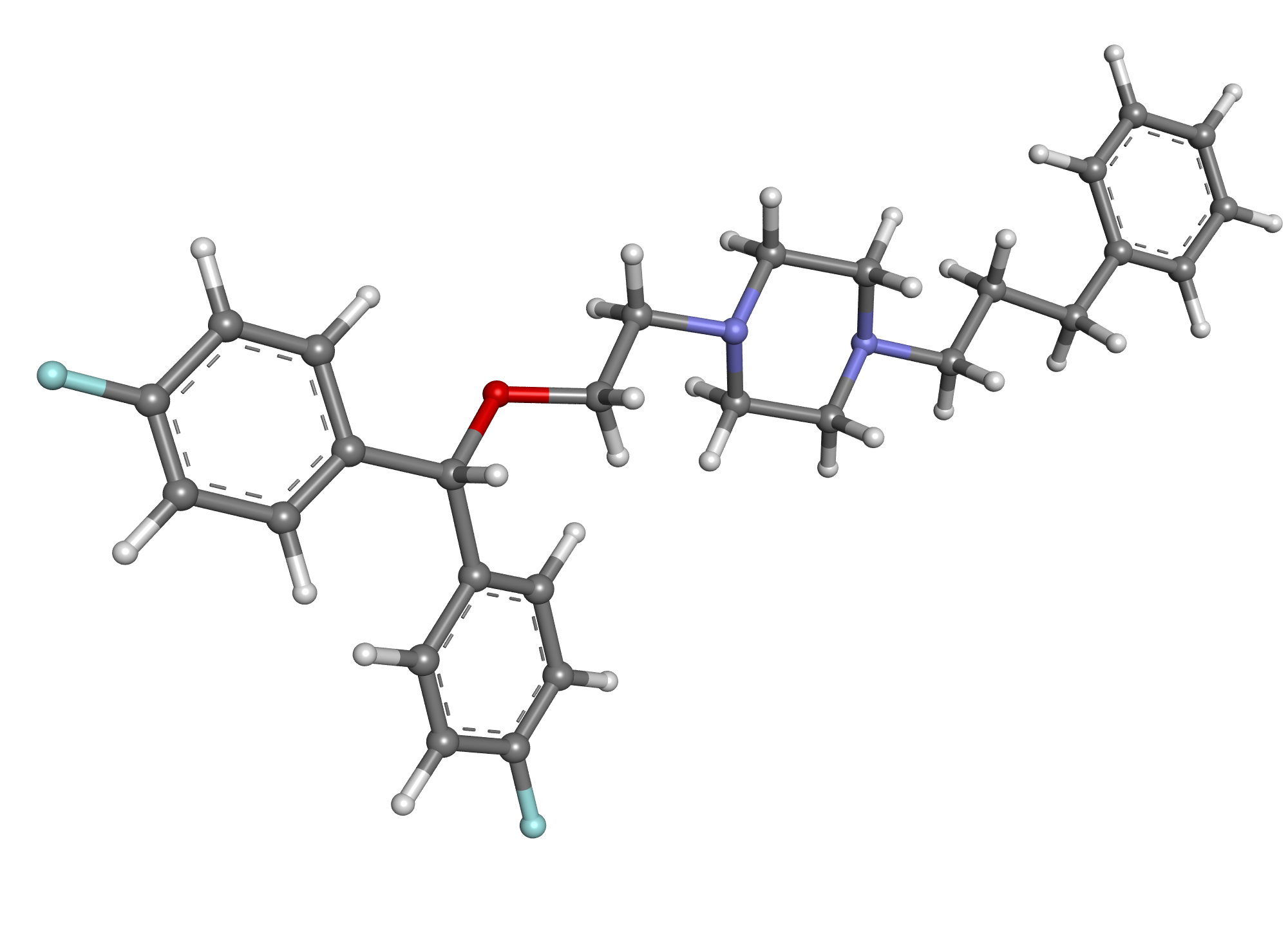
Estructura de la molécula de vanoxerina

La vanoxerina es una  sustancia sicotrópica,  un antidepresivo atípico de la familia de los antidepresivos tricíclico que actúa como inhibidor de la recaptación de dopamina. Se sintetizó a finales de la década de 1970 y se desarrolló como posible tratamiento de la depresión. En 1989 se sugirió que también podría ser útil en el tratamiento de la adicción a la cocaína.
Desde 2021 se está investigando si el diclorhidrato de vanoxerina podría ser una nueva estrategia terapéutica para el tratamiento del carcinoma hepatocelular humano.
También sirve como un antiarrítmico para el tratamiento de la fibrilación auricular y la reinducción de taquiarritmias auriculares porque es un bloqueador del canal de potasio cardíaco.
La vanoxerina es una N-alquilpiperazina, un compuesto organofluorado, un compuesto amino terciario y un éter. Tiene actividad central tras su administración sistémica.